# 인스케이프 양양 바이 파르나스
인스케이프 양양 바이 파르나스(영어: INSCAPE YANGYANG by PARNAS) 또는 인스케이프 양양 by 파르나스(영어: INSCAPE YANGYANG by PARNAS)는 대한민국 경기도 양양군 강현면 전진리에 공사중인 호텔이다. 지상 39층, 지하 7층이다. 2022년에 착공하여 2026년에 완공할 예정이다. 생활숙박시설 393실이 들어서고 스카이라운지 등이 들어선다.

## 역사
기존의 건물들을 철거한 후에 개발할 예정이다. 2022년 철거 작업이 완료되었고 착공하였다. 양양생활형숙박시설 신축공사가 시작되었다. 사업명은 파르나스 호텔 양양이다. 2023년 양양 낙산해수욕장 인근에 분양중이다. 2024년 생활숙박시설 법인 대상 분양한다. 2026년 10월에 완공할 예정이다.

## 높이
최고 높이 174.6m다. 최고 층수는 지상 39층이다. 완공되면 강원특별자치도에서 가장 높은 마천루가 된다. 그리고 강원특별자치도에서 가장 높은 생활숙박시설이 된다. 2020년대 강원특별자치도에 지어지는 최고층 39층, 높이가 170m 이상인 생활숙박시설이 있는 마천루이다.

## 특징
양양군에 들어서는 마천루다. 양양군에는 없는 높은 마천루가 들어선다. 강원특별자치도에서 높은 생활숙박시설이 들어선다. 숙박 유형은 별장형과 운영형이 있다. 피난안전구역, 인피니티 풀, 스카이라운지, 루프탑 라운지가 들어선다. 야외 인피니티풀이 들어서면 탁 트인 공간에서 휴식을 즐길 수 있다. 스카이 로비를 배치하면 체크인과 체크아웃하면서 고객들이 전망을 즐길 수가 있다. 루프탑 라운지에는 오션뷰와 마운틴 뷰의 파노라마 전망을 누릴 수가 있다. 루프탑 라운지에는 유리바닥인 글라스 엣지가 들어서고 전망을 즐길 수 있다. 근린생활시설이 들어선다. 옥상에는 헬기 착륙장이 들어선다. 주차대수는 334대 (자주식 272대/기계씩 62대)다.

## 내부 시설
인스케이프 양양 바이 파르나스의 내부 시설이다.
| 층수                | 용도                    |
| ------------------- | ----------------------- |
| 39층                | 루프탑 라운지           |
| 38층                | 스카이라운지            |
| 17층 ~ 37층         | 생활숙박시설            |
| 16층                | 인피니티풀              |
| 15층                | 피난안전구역            |
| 4층 ~ 14층          | 생활숙박시설            |
| 3층                 | 다이닝                  |
| 1층 ~ 2층           | 로비(1층), 입구, 리테일 |
| 지하 7층 ~ 지하 1층 | 지하주차장              |

## 같이 보기
- 대한민국의 마천루 목록
- 강원특별자치도의 마천루 목록